# FC Stumbras
FC Stumbras was een Litouwse voetbalclub uit Kaunas.  
De club werd in 2013 opgericht vanuit de Nacionalinė Futbolo Akademija (voetbalschool van de Litouwse voetbalbond, gestart na de teloorgang van FBK Kaunas). In 2013 promoveerde de club na een tweede plaats in haar poule in de II Lyga en kwam in 2014 in de 1 Lyga waar het dat jaar direct kampioen werd. In 2015 debuteerde Stumbras op het hoogste niveau, de A Lyga. In 2017 won Stumbras de Litouwse voetbalbeker.
In de zomer van 2019 hield de club vanwege financiële problemen op te bestaan. Eind juli 2019 werd de licentie van de club door de Litouwse voetbalbond ingetrokken.

## Erelijst
- Beker van Litouwen

Winnaar: 2017
Finalist: 2018

## Seizoen na seizoen
| Seizoen | Niveau | Liga       | Plaats | Webplaats | Opmerkingen |
| ------- | ------ | ---------- | ------ | --------- | ----------- |
| 2013    | 3.     | Antra lyga | 2.     | [ 3 ]     | promoveerde |
| 2014    | 2.     | Pirma lyga | 1.     | [ 4 ]     | promoveerde |
| 2015    | 1.     | A lyga     | 7.     | [ 5 ]     |             |
| 2016    | 1.     | A lyga     | 5.     | [ 6 ]     |             |
| 2017    | 1.     | A lyga     | 7.     | [ 7 ]     |             |
| 2018    | 1.     | A lyga     | 4.     | [ 8 ]     |             |
| 2019    | 1.     | A lyga     | 8.     | [ 9 ]     |             |

## In Europa
#Q = #kwalificatieronde, T/U = Thuis/Uit, W = Wedstrijd, PUC = punten UEFA coëfficiënten .
Uitslagen vanuit gezichtspunt FC Stumbras
| Seizoen | Competitie    | Ronde | Land            | Club            | Totaalscore | 1e W    | 2e W    | PUC |
| ------- | ------------- | ----- | --------------- | --------------- | ----------- | ------- | ------- | --- |
| 2018/19 | Europa League | 1Q    | Vlag van Cyprus | Apollon Limasol | 1-2         | 1-0 (T) | 0-2 (U) | 1.0 |

Totaal aantal punten voor UEFA coëfficiënten: 1.0

## Bekende (ex-)spelers
- Artūras Rimkevičius (2014-2016);
- Dominykas Galkevičius (2017-2018);
- Rafael Floro, (2018);

Banga · 
Dainava ·
Džiugas ·
Hegelmann ·
Kauno Žalgiris · 
Panevėžys ·
Sūduva ·
Šiauliai ·
FK Transinvest ·
Žalgiris
FK Atmosfera ·
Banga B ·
BFA ·
Babrungas ·
Be1 ·
Ekranas ·
Garliava ·
Hegelmann B ·
Neptūnas ·
Nevėžis ·
Minja ·
Kauno B ·
Panevėžys B ·
Riteriai ·
Šiauliai B ·
Tauras